# Летящия холандец
За едноименната опера от Рихард Вагнер вижте Летящият холандец
„Летящият холандец“ е наричан легендарен кораб-призрак, който не може да се завърне у дома и е осъден да плава навеки.

## Легенди и факти
Според преданията обикновено е забелязван отдалеч, а понякога е и виждан като пламтящ на светлината. В мореплаването виждането на този кораб е знамение за зла участ. Според преданието, ако корабът бива поздравен от друг кораб, екипажът му често ще се опитва да изпрати съобщения за сушата към отдавна починали хора.
По друго вярване това е легендарен образ на моряка. Холандският капитан Ван Страатен е бил осъден на вечно скитане, след което се появявал неочаквано на собствения си кораб. „Летящ холандец“ моряците наричат и всеки претърпял бедствие кораб, който плава без екипаж.
„Летящ холандец“ е и яхта-швертбот, клас FD.
Някога съществувал наистина човек на име Бернард Фок – търговец в Холандската източно-индийска компания, пътувал от Холандия до остров Ява. Той бил капитан на изключителен кораб, който не можел да бъде сравнен с никой друг. Бързината на кораба била толкова голяма, че хората казвали за този човек, че е направил сделка с дявола или, както е било популярно по онова време, че е „продал душата си на дявола“.
Бернард Фок живял и умрял напълно нормално, но бързината на кораба му, прочута из целия Индийски океан, става основа на легендата за „Летящия холандец“.